# Silvestro Mauro
Pour les articles homonymes, voir Mauro.
Silvestro Mauro, en latin Maurus, né le 31 décembre 1619 à Spolète, mort le 13 janvier 1687 à Rome, est un philosophe et théologien italien, célèbre pour son immense nouvelle édition d'Aristote, qui fut l'édition de référence jusqu'à celle de Bekker.

## Biographie
Silvestro Mauro fit ses études littéraires à Rome, entra dans la Compagnie de Jésus le 21 avril 1636 et continua au Collège romain l'étude de la philosophie (1639-1642) et de la théologie (1644-1648), notamment sous Antonio Pérez et Pietro Sforza Pallavicino. Il enseigna ensuite durant trois ans la philosophie au collège jésuite de Macerata (1649-52), puis retourna au Collège romain pour y enseigner d'abord la philosophie (1653-58) et ensuite pendant vingt-trois ans la théologie (1659-82) puis l'Écriture sainte (1682-84). En 1675, il fut membre de l'Academia Reale fondée par Christine de Suède à Rome, et en 1684, il fut nommé recteur du Collège romain, poste qu'il conserva jusqu'à sa mort trois ans plus tard. En théologie, il s'opposait à l'argument ontologique. Ses œuvres ont été rééditées au XIXe siècle dans le contexte du néothomisme.

## Œuvres
- Quæstionum philosophicarum Sylvestri Mauri, Soc. Jesu, in Collegio Romano Philosophiæ Professoris, Rome, 1658 ;
- Aristotelis opera quæ extant omnia, brevi paraphrasi, ac litteræ perpetuo inhærente explanatione illustrata, Rome, 1668 ;
- Quæstionum theologicarum, libri sex, Rome, 1676–79 ;
- Opus theologicum, Rome, 1687.